# Борисовский завод бытовой химии
Борисовский завод бытовой химии (бел. Барысаўскі завод бытавой хіміі) — белорусское предприятие, располагавшееся в городе Борисове Минской области в 1960—2007 годах.

## История
В 1960 году на базе артели «Серп и молот», существовавшей с 1946 года, был основан завод химических изделий. В 1978 году преобразован в завод бытовой химии. Завод входил в систему местной промышленности, в 1978—1991 годах — в составе Белорусского производственного объединения химических изделий, в 1991—1993 подчинялся Государственному комитету по промышленности и межотраслевым производствам Республики Беларусь, в 1993 году вошёл в состав концерна «Белместпром». В 1996 году преобразован в открытое акционерное общество.
В 2006 году завод был передан в состав концерна «Белнефтехим». 9 августа 2007 года завод был ликвидирован. Его активы были присоединены к Борисовскому заводу пластмассовых изделий. В 2014 году производственные корпуса завода были выставлены на продажу.
По состоянию на 2005 год завод производил жидкие и порошкообразные чистящие и моющие средства, клеящие средства, автохимию, автокосметику, средства для защиты растений.